# توم بيلفري
توم بيلفري (بالإنجليزية: Tom Pelphrey) هو ممثل أمريكي، ولد في 28 يوليو 1982 في الأوروغواي.

## أعمال

### مسلسلات
- القبضة الحديدية
- غايدنغ لايت

## وصلات خارجية
- توم بيلفري على موقع IMDb (الإنجليزية)
- توم بيلفري على موقع ألو سيني (الفرنسية)
- توم بيلفري على موقع أول موفي (الإنجليزية)
- توم بيلفري على موقع قاعدة بيانات برودواي على الإنترنت (الإنجليزية)
- توم بيلفري على موقع قاعدة بيانات الفيلم (الإنجليزية)
- توم بيلفري على موقع كينوبويسك (الروسية)